# شناسایی مثبت مواد
شناسایی مثبت مواد (به انگلیسی: Positive material identification) به اختصار (PMI) نوعی آنالیز عنصری یک ماده است که این ماده می‌تواند هر ماده‌ای باشد، اما معمولاً برای تجزیه و تحلیل آلیاژهای فلزی، برای تعیین ترکیب آن ماده بر اساس درصد عناصر تشکیل دهنده آن استفاده می‌شود. روش‌های معمول برای PMI شامل طیف‌سنجی فلورسانس پرتو ایکس (XRF) و طیف‌سنجی نشر اتمی (OES) است.
PMI یک روش تجزیه و تحلیل قابل حمل است و می‌تواند در محل روی قطعات استفاده شود.
طیف‌سنجی فلورسانس پرتو ایکس (XRF) PMI نمی‌تواند عناصر کوچکی مانند کربن را تشخیص دهد. این به آن معنی است که هنگام انجام آنالیز عنصری فولادهای ضدزنگ مانند گریدهای ۳۰۴ و ۳۱۶، نوع کم کربن (316L و 304L) این فولادها قابل تشخیص نمی‌باشد. با این حال، این نوع فلزات را (فولادهای ضدزنگ)، می‌توان با روش طیف‌سنجی نشر اتمی (OES) نیز آنالیز کرد.